# Robinson Crusoe (film 1946)
Robinson Crusoe – radziecki film z 1946 roku w reżyserii Aleksandra Andrijewskiego. Ekranizacja klasycznej powieści Daniela Defoe. Pierwszy pełnometrażowy barwny film dźwiękowy w 3D.